# Emil Chlebec
Emil Chlebec (30. října 1917 – ???) byl slovenský a československý politik Komunistické strany Slovenska a poúnorový poslanec Národního shromáždění ČSSR.

## Biografie
Ve volbách roku 1960 byl zvolen za KSS do Národního shromáždění ČSSR za Východoslovenský kraj. Podílel se na projednání ústavy ČSSR v roce 1960. Mandát obhájil ve volbách v roce 1964. V Národním shromáždění zasedal do června 1966, kdy byl na vlastní žádost zproštěn funkce poslance. Místo něj pak po doplňovacích volbách nastoupil Ján Koscelanský.
11. sjezd KSČ ho zvolil za kandidáta Ústředního výboru Komunistické strany Československa. 12. sjezd KSČ a 13. sjezd KSČ ho ve funkci potvrdil. V letech 1958–1966 se uvádí jako kandidát a člen Ústředního výboru Komunistické strany Slovenska.
V roce 1960 nastoupil na post člena politbyra KSS, kde vystřídal Milana Rázuse. V té době byl vedoucím tajemníkem Krajského výboru KSS v Košicích. V dubnu 1968 se uvádí jako náměstek pověřence lesního a vodního hospodářství.